# Graeme Rutjes
Graeme Wayne Rutjes (Sydney, 26 de março de 1960) é um ex-futebolista holandês nascido na Austrália, que atuava como defensor.

## Carreira
Graeme Rutjes integrou a Seleção Neerlandesa de Futebol da Copa de 1990.
Jogou em apenas 3 clubes: Excelsior, KV Mechelen e Anderlecht, onde encerrou a carreira em 1996, aos 36 anos.